# 326P/Hill
326P/Hill è una cometa periodica appartenente alla famiglia delle comete gioviane. La cometa è stata scoperta il 14 ottobre 2007, la sua riscoperta l'8 agosto 2015 ha permesso di numerarla. Unica caratteristica di questa cometa è di avere una MOID col pianeta Giove di sole UA 0,146 UA, fatto che la pone a rischio di drastici cambiamenti orbitali da parte di questo pianeta.